# Kanton Pont-en-Royans
Kanton Pont-en-Royans (fr. Canton de Pont-en-Royans) je francouzský kanton v departementu Isère v regionu Rhône-Alpes. Skládá se z 12 obcí.

## Obce kantonu
- Auberives-en-Royans
- Beauvoir-en-Royans
- Châtelus
- Choranche
- Izeron
- Pont-en-Royans
- Presles
- Rencurel
- Saint-André-en-Royans
- Saint-Just-de-Claix
- Saint-Pierre-de-Chérennes
- Saint-Romans